# Dong Fangxiao
Dong Fangxiao (Tangshan, 23 de janeiro de 1986) é uma ex-ginasta chinesa que competiu em provas de ginástica artística. 
Dong fez parte da equipe chinesa que conquistou a medalha de bronze nos Jogos Olímpicos de Sydney, em 2000, Austrália. Contudo, em 2010, após investigações a Federação Internacional de Ginástica (FIG), retirou a medalha obtida pela equipe, ao confirmar a idade de Dong como sendo 14, durante o evento, e não 16, como foi avaliado em 2000. A medalha de bronze fora "herdada" pela equipe norte-americana, quarta colocada na final coletiva.